# Derek Hudson
Pour les articles homonymes, voir Hudson.
Derek Hudson est un photographe britannique né en 1953.

## Biographie
Il a étudié les arts graphiques au London College of Printing avant de s'orienter vers la photographie. Influencé par le travail de Don McCullin,  il est tout d'abord photojournalist et commence à travailler dans un journal local puis pour des titres londoniens.
À la fin des années soixante-dix, il émigre aux États-Unis et travaille pour le magazine Life.
Dix ans plus tard, il retourne en Angleterre avant que de se fixer à Paris en 1993.
Il a été publié par le London Sunday Times Magazine, Rolling Stone, le New York Times Magazine, Stern, Time, Polka Magazine, Paris Match, Vogue, The Observer, Le Monde, Le Monde 2, GEO, VSD, le Financial Times magazine, Télérama et Newsweek. Il a participé au recueil « 100 photos de GEO pour la liberté de la presse » publié conjointement par le magazine GEO et par Reporters sans frontières. En mai 2012, ses photos ont été exposées sur l'avenue of the stars de Kowloon, à Hong Kong, lors du french may festival.
Avec quatre autres photographes, il a porté plainte contre l'agence Corbis, accusée d'avoir précipité la faillite, en mai 2010, de l'agence Sygma, qu'elle avait rachetée en 1999.
Après avoir obtenu à ses débuts le prix du meilleur jeune photographe de la presse anglaise, il est le récipiendaire de deux prix World Press Photo :
- en 1988, il reçoit un deuxième prix[2] dans la catégorie people - news pour sa série de 1987 sur la campagne électorale de Margaret Thatcher. Ce travail fut effectué pour l'agence Sygma.
- en 1996, il obtient le premier prix[3] dans la même catégorie pour sa série de 1995 sur Jayce Hanson, la fille handicapée d'un soldat qui fut exposé aux armes chimiques et à la radioactivité durant la guerre du Golfe. Ce reportage fut publié par Life.

## Travaux
- couverture de conflits en Amérique centrale, en Irlande du Nord et au Moyen-Orient.
- portraits d'artistes, exposés[4] au salon du Panthéon à Paris sous le titre Le photographe et les créateurs.
- de 1997 à 2000, couverture du Festival de Cannes pour le journal Le Monde.
- portrait de deux villes de la Méditerranée, Naples et Tanger.

### Expositions collectives
- Il participe à de nombreuses expositions collectives organisées par Polka Magazine, dont celle intitulée « Chroniques orientales », au siège de la banque HSBC France, lors de l'édition 2008 de Paris Photo.